# Mount Valhalla
Mount Valhalla är ett berg i Antarktis. Det ligger i Östantarktis. Nya Zeeland gör anspråk på området. Toppen på Mount Valhalla är 1 627 meter över havet.
Terrängen runt Mount Valhalla är kuperad åt sydost, men åt nordväst är den bergig. Trakten är obefolkad. Det finns inga samhällen i närheten.